# Ranten
Ranten is een gemeente in de Oostenrijkse deelstaat Stiermarken, en maakt deel uit van het district Murau.
Ranten telt 1089 inwoners. In 2015 werd de gemeente Rinegg bij Ranten gevoegd. 
Stadsgemeenten:
Murau ·
Oberwölz

Marktgemeenten:
Mühlen ·
Neumarkt in der Steiermark ·
Sankt Lambrecht ·
Sankt Peter am Kammersberg
Scheifling ·

Overige gemeenten:
Krakau ·
Niederwölz ·
Ranten ·
Sankt Georgen am Kreischberg ·
Schöder ·
Stadl-Predlitz ·
Teufenbach-Katsch
- Gemeinsame Normdatei: 4203455-3
- Virtual International Authority File: 240866607